# Slash (альбом)
Slash — дебютный сольный альбом гитариста Guns N’ Roses и Velvet Revolver, Слэша; издан в 2010 году. При записи этого альбома собрались участники состава Guns n' Roses 1985—1990 годов (за исключением вокалиста Эксла Роуза): Иззи Стрэдлин, Дафф МакКаган, Стивен Адлер и сам Слэш.

## История создания альбома
В автобиографии 2007 года Слэш упомянул, что планирует выпустить сольный альбом, а также перечислил несколько вокалистов, с которыми хотел бы сыграть. Рабочее название альбома было Slash & Friends (позже & Friends убрали).
1 февраля 2010 года Ultimate-Guitar.com обнародовал официальный треклист и обложку. Обложка — работа известного поп-сюрреалиста Рона Инглиша, друга Слэша. 8 февраля 2010 года Слэш сообщил, что весной начнётся мировое турне в поддержку альбома. Место вокалиста займет Майлз Кеннеди. Премьера сингла «By the Sword» (вместе с Эндрю Стокдейлом из Wolfmother) состоялась 27 февраля на spinner.com
4 марта 2010 года было объявлено, что новая песня «Back from Cali», записанная вместе с Майлзом Кеннеди в последние часы, также попадёт в альбом. Слэш также сообщил, что во время записи песни «Ghost» (на вокале Ян Эстбери) на гитаре играл только Иззи Стрэдлин. 19 марта 2010 года Слэш сообщил, на каких инструментах играли Дэйв Грол и Дафф МакКаган в песне «Watch This».
23 марта 2010 года состоялась премьера песен «Crucify the Dead» (Оззи Осборн) и «Ghost» (Ян Эстбери и Иззи Стрэдлин) на Amazon.com. В это же время песни «Starlight» (Майлз Кеннеди) и «I Hold On» (Кид Рок) попали в эфир ESPN Radio. 26 марта 2010 года премьера песен «Back from Cali» (Майлз Кеннеди) и «Beautiful Dangerous» (Fergie) на Amazon.com. В этот же день «Nothing to Say» (М. Шэдоус) дебютировала на MySpace. На следующий день премьера «Promise» (Крис Корнелл) на Amazon.com. 29 марта 2010 года премьера «Gotten» (Адам Левин) и «Doctor Alibi» (Лемми) на Amazon.com.
6 апреля 2010 года на Best Buy была выпущена эксклюзивная версия альбома, которая включает в себя сам альбом, а также футболку Слэша. Также Best Buy продает эксклюзивную версию альбома на Napster.com, с двумя бонус-треками: «Baby Can’t Drive» (Элис Купер, Николь Шерзингер, Фли, Стивен Адлер) и кавер-песню группы Guns n' Roses «Paradise City» (Fergie/Cypress Hill).
Хотя во всех официальных источниках название альбома звучит просто Slash, на обложке альбома, помимо имени исполнителя напечатана аббревиатура — R&FN’R, что обозначает «Rock and Fucking Roll».

## Мировое турне
4 февраля 2010 года Слэш сообщил в MySpace, что вокалистом в предстоящем турне будет Майлз Кеннеди.
Также Слэш сообщил, что будет играть не только материал со своего сольного альбома, но и песни Guns n' Roses, Velvet Revolver, Slash's Snakepit и даже Alter Bridge.
Первоначальный состав группы на тур был таков: Майлз Кеннеди — вокал, Бобби Шнек (Slash’s Blues Ball, Aerosmith) — ритм-ритара, Дэйв Хеннинг (Big Wreck) — бас, Брант Фритц (Элис Купер) — ударные и сам Слэш. Затем, через Twitter Слэш сообщил, что вместо Дейва Хеннинга на бас-гитаре будет играть Тодд Кернс (Age of Electric, Static in Stereo, Sin City Sinners). На выступлении в Москве и Санкт-Петербурге, Тодда Кернса, в связи с операцией на глазах, заменил Брант Фриц, взявший на время в руки бас-гитару. Место за ударными занял Глен Джонсон — техник по настройке ударных в группе. На последующий азиатский тур Тодда Кернса заменял Тони Монтана (Great White), а Брант Фриц занял привычное место за ударными.

## Релиз альбома
Альбом занял третье место в чарте Billboard 200 (номер 1 в чартах: Rock Billboard, Hard Rock Billboard, Digital Billboard и the Independent Albums Chart Billboard). За первую неделю было продано около 61 000 экземпляров.

## Список композиций
| №   | Название                                                  | Автор(ы)                       | Длительность |
| --- | --------------------------------------------------------- | ------------------------------ | ------------ |
| 1.  | «Ghost» (Ян Эстбери)                                      | Слэш, Ян Эстбери               | 3:34         |
| 2.  | «Crucify the Dead» (Оззи Осборн)                          | Слэш, Оззи Осборн, Кевин Чурко | 4:04         |
| 3.  | «Beautiful Dangerous» (Fergie)                            | Слэш, Fergie                   | 4:35         |
| 4.  | «Back from Cali» (Майлз Кеннеди)                          | Слэш, Майлз Кеннеди            | 3:35         |
| 5.  | «Promise» (Крис Корнелл)                                  | Слэш, Крис Корнелл             | 4:41         |
| 6.  | «By the Sword» (Andrew Stockdale)                         | Слэш, Эндрю Стокдейл           | 4:50         |
| 7.  | «Gotten» (Адам Левин)                                     | Слэш, Адам Левин               | 5:05         |
| 8.  | «Doctor Alibi» (Лемми)                                    | Slash, Лемми                   | 3:07         |
| 9.  | «Watch This/Watch This Dave*» (Дэйв Грол и Дафф МакКаган) | Слэш                           | 3:46         |
| 10. | «I Hold On» (Кид Рок)                                     | Слэш, Кид Рок                  | 4:10         |
| 11. | «Nothing to Say» (М. Шэдоус)                              | Слэш, М. Шэдоус                | 5:27         |
| 12. | «Starlight» (Майлз Кеннеди)                               | Слэш, Майлз Кеннеди            | 5:35         |
| 13. | «Saint Is a Sinner Too» (Рокко ДеЛука)                    | Слэш, Рокко ДеЛука             | 3:28         |
| 14. | «We're All Gonna Die» (Игги Поп)                          | Слэш, Игги Поп                 | 4:30         |

*название меняется в зависимости от страны, где продается альбом
| №   | Название                                                           | Автор(ы)                                                    | Длительность |
| --- | ------------------------------------------------------------------ | ----------------------------------------------------------- | ------------ |
| 15. | «Paradise City» (Fergie & Cypress Hill)                            | Слэш, Эксл Роуз, Дафф МакКаган, Иззи Стрэдлин, Стивен Адлер | 5:14         |
| 16. | «Back from Cali (Acoustic Version)» (Майлз Кеннеди)                | Слэш, Майлз Кеннеди                                         |              |
| 17. | «Sweet Child o' Mine (Acoustic Version)» (Майлз Кеннеди)           | Эксл Роуз, Слэш, Иззи Стрэдлин                              |              |
| 18. | «Making of the Album (DVD)»                                        |                                                             |              |
| 19. | «By the Sword (Music Video)»                                       |                                                             |              |
| 20. | «Behind the Scenes from the Video for 'By the Sword' (Part 1 & 2)» |                                                             |              |
| 21. | «Back from Cali (Live)» (Майлз Кеннеди)                            | Слэш, Майлз Кеннеди                                         |              |
| 22. | «By the Sword (Live)» (Эндрю Стокдейл)                             | Слэш, Эндрю Стокдейл                                        |              |
| 23. | «Nice Boys (Live)» (Ангри Андерсон)                                | Rose Tattoo                                                 |              |
| 24. | «Starlight (Live)» (Майлз Кеннеди)                                 | Слэш, Майлз Кеннеди                                         |              |
| 25. | «By the Sword (Side-by-Side Simulated 3D Version)»                 |                                                             |              |

| №   | Название              | Автор(ы)         | Длительность |
| --- | --------------------- | ---------------- | ------------ |
| 15. | «Sahara» (Коши Инаба) | Слэш, Коши Инаба | 4:00         |
| 16. | «Bonus Making of DVD» |                  | 20:00        |

| №   | Название                                                        | Автор(ы)                                                    | Длительность |
| --- | --------------------------------------------------------------- | ----------------------------------------------------------- | ------------ |
| 15. | «Chains and Shackles» (Ник Оливери)                             | Слэш, Ник Оливери                                           | 4:28         |
| 16. | «Paradise City» (Fergie & Cypress Hill) (iTunes pre-order only) | Слэш, Эксл Роуз, Дафф МакКаган, Иззи Стрэдлин, Стивен Адлер | 5:14         |

| №   | Название                            | Автор(ы)          | Длительность |
| --- | ----------------------------------- | ----------------- | ------------ |
| 15. | «Chains and Shackles» (Ник Оливери) | Слэш, Ник Оливери | 4:28         |

| №   | Название                                           | Автор(ы)                                                   | Длительность |
| --- | -------------------------------------------------- | ---------------------------------------------------------- | ------------ |
| 15. | «Paradise City» (Fergie и Cypress Hill)            | Слэш, Эксл Роуз, Дафф МакКаган Иззи Стрэдлин, Стивен Адлер | 5:14         |
| 16. | «Baby Can’t Drive» (Элис Купер и Николь Шерзингер) | Слэш, Элис Купер                                           | 3:20         |

| №   | Название                                                 | Автор(ы)         | Длительность |
| --- | -------------------------------------------------------- | ---------------- | ------------ |
| 15. | «Mother Maria» (Бет Харт)                                | Слэш, Бет Харт   | 5:27         |
| 16. | «Sahara (English version)» (Коши Инаба (Pre-order only)) | Слэш, Коши Инаба | 3:58         |

| №   | Название                                           | Автор(ы)                                                    | Длительность |
| --- | -------------------------------------------------- | ----------------------------------------------------------- | ------------ |
| 15. | «Sahara (English version)» (Коши Инаба)            | Слэш, Коши Инаба                                            | 3:58         |
| 16. | «Baby Can't Drive» (Элис Купер и Николь Шерзингер) | Слэш, Элис Купер                                            | 3:20         |
| 17. | «Paradise City» (Fergie & Cypress Hill)            | Слэш, Эксл Роуз, Дафф МакКаган, Иззи Стрэдлин, Стивен Адлер | 5:14         |

| №   | Название                                           | Автор(ы)         | Длительность |
| --- | -------------------------------------------------- | ---------------- | ------------ |
| 15. | «Baby Can’t Drive» (Элис Купер и Николь Шерзингер) | Слэш, Элис Купер | 3:20         |

| №   | Название                                                             | Автор(ы)         | Длительность |
| --- | -------------------------------------------------------------------- | ---------------- | ------------ |
| 15. | «Sahara» (Коши Инаба)                                                | Слэш, Коши Инаба | 4:00         |
| 16. | «Baby Can't Drive» (Элис Купер, Николь Шерзингер, Фли, Стивен Адлер) |                  | 3:20         |

## Участники записи
| Музыкант       | Инструмент(ы)                | Песня/и               |
| -------------- | ---------------------------- | --------------------- |
| Иззи Стрэдлин  | Ритм-гитара                  | «Ghost»               |
| Тэйлор Хокинс  | Бэк-вокал                    | «Crucify the Dead»    |
| Кевин Чурко    | Бэк-вокал                    | «Crucify the Dead»    |
| Крис Флорес    | Клавишные / программирование | «Beautiful Dangerous» |
| Джо Сэндт      | Клавесин                     | «Promise»             |
| Дэрон Джонсон  | Organ                        | «Gotten»              |
| Антон Патцнер  | Скрипка / Альт               | «Gotten»              |
| Марк Робертсон | Скрипка                      | «Gotten»              |
| Алиссия Парк   | Скрипка                      | «Gotten»              |
| Джулия Роджерс | Скрипка                      | «Gotten»              |
| Сэм Фишер      | Скрипка                      | «Gotten»              |
| Грейс О        | Скрипка                      | «Gotten»              |
| Сонга Ли       | Скрипка                      | «Gotten»              |
| Миа Джаспер    | Скрипка                      | «Gotten»              |
| Лиза Лиу       | Скрипка                      | «Gotten»              |
| Стив Ферроне   | ударные                      | «Starlight»           |
| Стивен Адлер   | ударные                      | «Baby Can’t Drive»    |
| Фли            | бас                          | «Baby Can’t Drive»    |

| Музыкант         | Инструмент(ы)          | Песня/и                                                |
| ---------------- | ---------------------- | ------------------------------------------------------ |
| Ян Эстбери       | Вокал / перкуссия      | «Ghost»                                                |
| Оззи Осборн      | Вокал                  | «Crucify the Dead»                                     |
| Fergie           | Вокал                  | «Beautiful Dangerous» / «Paradise City»                |
| Майлз Кеннеди    | Вокал                  | «Back From Cali» / «Starlight» / «Sweet Child O' Mine» |
| Крис Корнелл     | Вокал                  | «Promise»                                              |
| Эндрю Стокдейл   | Вокал                  | «By The Sword»                                         |
| Адам Левин       | Вокал                  | «Gotten»                                               |
| Лемми            | Вокал / бас            | «Doctor Alibi»                                         |
| Дэйв Грол        | ударные                | «Watch This»                                           |
| Дафф МакКаган    | бас / Хор              | «Watch This»                                           |
| Кид Рок          | Вокал / продюсирование | «I Hold On»                                            |
| М. Шэдоус        | Вокал                  | «Nothing To Say»                                       |
| Рокко ДеЛука     | Вокал                  | «Saint Is a Sinner Too»                                |
| Игги Поп         | Вокал                  | «We’re All Gonna Die»                                  |
| Коши Инаба       | Вокал                  | «Sahara»                                               |
| Ник Оливери      | Вокал / бас            | «Chains and Shackles»                                  |
| Cypress Hill     | Вокал                  | «Paradise City»                                        |
| Бет Харт         | Вокал                  | «Mother Maria»                                         |
| Элис Купер       | Вокал                  | «Baby Can’t Drive»                                     |
| Николь Шерзингер | Вокал                  | «Baby Can’t Drive»                                     |

## Галерея

### Концерт в Москве
14 июля 2010 года состоялся концерт в Москве. Клуб Arena Moscow.

Слэш - соло
Общий план сцены